# Universalis
Universalis is een role playing game. Spelers vertellen gezamenlijk een verhaal door met behulp van fiches objecten te introduceren en eigenschappen te geven, gebeurtenissen te beschrijven, scènes te starten en te eindigen en conflicten met elkaar aan te gaan. Universalis onderscheidt zich van de meeste andere RPG's doordat er geen gamemaster is en spelers ook geen eigen karakters hebben.

## Genre
Zoals de naam al doet vermoeden is Universalis een universeel systeem, dat de keuze voor een wereld en een genre geheel aan de spelers laat. Deze keuze zal meestal expliciet gemaakt worden in de eerste fase van het spel, waarin mensen basiseisen aan het verhaal mogen introduceren zoals "Het is sciencefiction", "Er komen geen elven in voor" of "Het wordt een serieus psychologisch drama".

## Regels
De regels van Universalis vormen een boekje van 80 pagina's.
Bijna alles in Universalis gebeurt met coins. Elke speler krijgt aan het begin van het spel een aantal coins, en krijgt er tijdens het spelen meer bij doordat
a) elke speler een aantal nieuwe coins krijgt wanneer een nieuwe scène wordt gestart, en
b) je coins kan verdienen door het uitspelen van 'complicaties'.
Het spel begint met een fase waarin iedereen voor coins bepaalde aspecten van het spel mag vastleggen. Bijvoorbeeld iets over het genre: "We gaan een horror-verhaal vertellen", over de setting: "Er komen vampieren in voor", of over het spelen zelf: "Geen Monty Python grappen!" Elk aspect kost 1 coin om vast te leggen, tenzij mensen het er niet mee eens zijn. Telkens wanneer iemand iets doet waarmee je het niet eens bent kan je die persoon challengen. Een challenge kan worden opgelost door overleg; lukt dat niet, dan mogen alle spelers coins bieden om hun mening te laten zegevieren.
Vervolgens start het echte spelen. Coins kan je gebruiken om te bieden voor het recht om een nieuwe scène te mogen opstarten; om nieuwe elementen aan de setting toe te voegen; om objecten en karakters te introduceren; om deze belangrijke eigenschappen te geven of te ontnemen; om objecten of karakters in en uit een scène te halen, of zelfs geheel te vernietigen; om de beurt van iemand anders over te nemen; om de controle van een bepaald object over te nemen; en om gebeurtenissen te laten plaatsvinden. De eerste scène van een verhaal zou als volgt kunnen beginnen:
"We bevinden ons op de binnenplaats van een kasteel (1 coin voor het bepalen van de plaats; 1 coin voor het kasteel). Een jonge ridder (1 coin voor de ridder) met een glimmend, tweehandig zwaard (1 coin voor het zwaard, hier opgevat als eigenschap van de ridder) oefent zijn back-hand op een houten pop (1 coin voor de pop, 1 voor de actie). Plotseling..."
Niet alleen kunnen andere spelers op elk moment proberen de beurt over te nemen en het verhaal naar hun hand te zetten, zij kunnen ook 'complicaties' starten. Complicaties zijn wat het spel vaart geeft, en bovendien genereren ze coins voor alle betrokkenen. Een complicatie ontstaat wanneer een object of persoon onder controle van persoon A iets probeert te doen met een object of persoon onder controle van persoon B - bijvoorbeeld, de dappere ridder probeert de draak te doden. Beide spelers kunnen nu dobbelstenen voor hun kant genereren door de eigenschappen van de objecten aan te roepen die in hun voordeel werken (dat de ridder een zwaard heeft, is hier bijvoorbeeld op zijn plaats), of door nieuwe eigenschappen of objecten te kopen die ze in hun voordeel kunnen gebruiken. Ook kunnen ze bijvoorbeeld al geschapen karakters in de scène laten opduiken - de speler van de ridder zou een coin kunnen betalen om zijn strijdmakker, die eerder in het spel als is voorgekomen, ten tonele te voeren. De uiteindelijke rol met de dobbelstenen bepaalt wie het conflict wint; beide kanten krijgen coins om de afloop mee te vertellen, waarbij de winnaar meestal meer coins krijgt en sowieso mag beginnen.

## Trivia
- Universalis wordt door sommigen ook gebruikt om een meta-plot, een wereld of een scenario te scheppen voor gebruik met andere RPG's.